# Горский (Волгоградская область)
Горский — хутор в Урюпинском районе Волгоградской области России, в составе Добринского сельского поселения. Расположен на правом берегу реки Хопёр. На хуторе имеется Горско-Урюпинская основная школа
Население — 515 (2010)

## История
Дата основания не установлена. Хутор относился к юрту станицы Урюпинской Хопёрского округа Области Войска Донского. Предположительно основан во второй половине XIX века. Согласно Списку населенных мест Области войска Донского по переписи 1873 года на хуторе проживало 79 мужчин и 74 женщины. Согласно переписи населения 1897 года на хуторе проживало уже 147 мужчин и 161 женщина. Большинство населения было неграмотным: грамотных мужчин — 56, женщин — 6.
Согласно алфавитному списку населённых мест Области Войска Донского 1915 года на хуторе имелись хуторское правление и приходское училище, проживали 95 мужчин и 92 женщины. Выделенный земельный надел за хутором закреплён не был.
В 1921 году включен в состав Царицынской губернии. С 1928 года — в составе Урюпинского района Хопёрского округа (упразднён в 1930 году) Нижне-Волжского края (с 1934 года — Сталинградского края). В 1935 году включён в состав Добринского района Сталинградского края (с 1936 года Сталинградской области, с 1961 года — Волгоградской области). В справочнике «История административно-территориального деления Сталинградского (Нижневолжского) края. 1928—1936 гг.» значится как хутор «Горско-Урюпинск». Данное название использовалось до 1940-х годов. Вновь передан в состав Урюпинского района в 1963 году.

## География
Хутор находится в лесостепи, на правом берегу реки Хопёр (напротив города Урюпинска). Хутор узкой дугой вытянут вдоль подножия одного из отрогов Калачской возвышенности. В пойме Хопра — пойменный лес, имеются пойменные озёра. У западной окраины хутора возвышается гора Меловатка (165,3 метра над уровнем моря). Центр хутора расположен на высоте около 80 метров над уровнем моря. Почвы — чернозёмы обыкновенные, в пойме Хопра — пойменные нейтральные и слабокислые.
По автомобильным дорогам расстояние до областного центра города Волгоград составляет 340 км, до районного центра города Урюпинска — 7,1 км, до станицы Добринка — 12 км.
Часовой пояс
Горский, как и вся Волгоградская область, находится в часовой зоне МСК (московское время). Смещение применяемого времени относительно UTC составляет +3:00.

## Население
Динамика численности населения по годам:
| 1873 | 1897 | 1915 | 1989 | 2002 |
| ---- | ---- | ---- | ---- | ---- |
| 153  | 308  | 187  | ≈740 | 526  |

| 2010 |
| ---- |
| 515  |